# Órbita elíptica

En el dibujo, un cuerpo orbita alrededor de otro más grande (como un planeta alrededor del Sol) describiendo una órbita elíptica. El mayor estará localizado en uno de los focos de la elipse.

Se denomina órbita elíptica a aquella órbita de un astro girando en torno a otro describiendo una elipse. El astro central se sitúa en uno de los focos de la elipse. En astrodinámica o mecánica celeste y geometría una órbita elíptica tiene una excentricidad mayor que cero y menor que uno (si posee excentricidad 1 es una órbita circular y con excentricidad 2 es una órbita parabólica). La energía específica de una órbita elíptica es negativa. Ejemplos de órbitas elípticas incluyen: Órbita de transferencia Hohmann (ejecutada cuando un satélite cambia la cota de giro orbital), órbita Molniya y la órbita tundra.

## Puntos notables de una trayectoria elíptica
Los puntos notables son aquellos que se describen como únicos y característicos de la trayectoria; de esta forma se tiene:
- Periapsis, o lugar más cercano de la trayectoria al cuerpo central (en el caso de la Tierra, se denomina perigeo, y respecto al Sol se denomina también perihelio).
- Apoapsis, o al contrario que el periapsis, es el lugar más alejado de la trayectoria (se denomina también apogeo en el caso de la Tierra y afelio en el caso del Sol).

## Velocidad
Bajo las suposiciones estándar en astrodinámica la velocidad orbital ({\displaystyle v\,}) de un cuerpo que describe una trayectoria sobre una órbita elíptica se puede calcular como:
{\displaystyle v={\sqrt {2\mu \left({1 \over {r}}-{1 \over {2a}}\right)}}}
Donde:
- {\displaystyle \mu \,} es un parámetro gravitacional estándar,
- {\displaystyle r\,} es la distancia radial desde el cuerpo orbitante al cuerpo central,
- {\displaystyle a\,\!} es la longitud del semi-eje mayor de la elipse.

Conclusiones:
- La velocidad no depende de la excentricidad pero se puede determinar por la longitud del semi-eje mayor ({\displaystyle a\,\!}),
- La ecuación de la velocidad es muy similar a la obtenida en las trayectorias hiperbólicas, con la diferencia de que la expresión para {\displaystyle {1 \over {2a}}} es positiva.

## Periodo orbital
Bajo las suposiciones estándar en astrodinámica el periodo orbital ({\displaystyle T\,\!}) de un cuerpo que viaja sobre una trayectoria elíptica puede ser calculado mediante la siguiente fórmula:
{\displaystyle T={2\pi  \over {\sqrt {\mu }}}a^{3 \over {2}}}
Donde:
- {\displaystyle \mu \,} es un parámetro gravitacional estándar,
- {\displaystyle a\,\!} es la longitud del semi-eje mayor de la elipse.

Conclusiones:
- El periodo orbital es igual que el de un cuerpo que viaja en una órbita circular con radio igual al semi-eje mayor de la elipse ({\displaystyle a\,\!}).
- El periodo orbital no depende de la excentricidad (Véase la tercera Ley de Kepler).

## Energía
Bajo las suposiciones estándar en astrodinámica la energía específica orbital ({\displaystyle \epsilon \,}) de un cuerpo que se mueve en una órbita elíptica es negativa y la ecuación de conservación de energía orbital para esta órbita toma la forma de:
{\displaystyle {v^{2} \over {2}}-{\mu  \over {r}}=-{\mu  \over {2a}}=\epsilon <0}
Donde:
- {\displaystyle v\,} es la velocidad orbital del cuerpo que orbita,
- {\displaystyle r\,} es la distancia radial entre el cuerpo orbitante y el cuerpo central,
- {\displaystyle a\,\!} es la longitud del semi-eje mayor de la elipse,

- {\displaystyle \mu \,} es un parámetro gravitacional estándar.

Conclusiones:
- La energía específica orbital para un movimiento elíptico es independiente de la excentricidad y está determinado solo por el semi-eje mayor de la elipse.

Usando el teorema de virial encontramos que:
- El tiempo medio de la energía potencial específica es igual a 2ε
- El tiempo medio de r-1 es a-1
- El tiempo medio de la energía cinética específica es igual a -ε.